# Michael Jackson's This Is It
Michael Jackson's This Is It is een film over de geplande laatste optredens van Michael Jackson in de O2 Arena in Londen.
De beelden werden gefilmd in het Forum en het Staples Center in Los Angeles in Californië. De première was wereldwijd en begon op 28 oktober 2009. Eerst werd aangekondigd dat de film maar twee weken te zien zou zijn in de bioscopen, maar wegens een hoog aantal bezoekers werd besloten de film langer te laten draaien.

## Inhoud
De film bevat beelden van achter de schermen, van op het podium en van over hoe hij leiding geeft aan zijn team. "This is it" bevat ook interviews met vrienden van Jackson en 3-D-sequenties als onderdeel van het concert.

## Cast
- Zanger en danser: Michael Jackson
- Keyboards: Michael Bearden, Morris Pleasure
- Leadgitaar: Orianthi Panagaris
- Ritmegitaar: Thomas Organ
- Basgitaar: Alfred Dunbarr
- Percussie: Roger Bashiri Johnson
- Drums: Jonathan Moffett
- Achtergrondvocalisten: Judith Hill , Dorian Holley, Darryl Phinnesse, Ken Stacey
- Achtergronddansers: Nicholas Bass, Daniel Celebre, Mekia Cox, Christopher Grant, Misha Hamilton, Shannon Holtzapffel, Devin Jamieson, Charles Klapow, Ricardo Reid, Danielle Rueda Watts, Tyne Stecklein, Timor Steffens

## Ontvangst
De film werd in Amerika goed ontvangen: This Is It kreeg met 129 recensies een score van 81 procent op Rotten Tomatoes. De Nederlandse recensies waren overwegend positief.